# Martial Poirson
Pour les articles homonymes, voir Poirson.
Martial Poirson, né le 6 février 1974 à Montreuil-sous-Bois dans la Seine-Saint-Denis, est professeur des universités. Il est spécialiste d'histoire culturelle, de littérature, d'études théâtrales, de politique et d'économie de la culture. 

## Biographie
Ancien élève de l’École normale supérieure de Fontenay-Saint Cloud, agrégé de sciences économiques et sociales, docteur puis titulaire d'une Habilitation à diriger des recherches de l'université Paris-Nanterre, il a enseigné à l'université Johns Hopkins, au lycée Janson-de-Sailly (classes préparatoires aux ENS), à l’université Paris X–Nanterre et à l'université de Grenoble-Alpes.
Il est actuellement professeur de l'université Paris-VIII-Vincennes–Saint-Denis, directeur de l'axe « Histoire, politique et socio-économie des arts, de la culture et de la création » (E.A. 1573) et du master Projet culturel et artistique international.
Professeur invité à l'université de New York, intervenant dans plusieurs grandes écoles, il a été coordinateur scientifique des programmes « Création » de l’Agence nationale de la recherche, et été chargé de mission à la bibliothèque-musée de la Comédie-Française et à la Bibliothèque nationale de France.
Commissaire d'exposition, artiste-auteur, scénariste, il expérimente différentes formes de médiations de l'histoire et de la culture : fiction radio, conférence-performance, album graphique, bande dessinée…
Il est également conseiller historique de productions théâtrales et audiovisuelles et consultant en entrepreneuriat culturel.

## Domaines de recherche
Ses travaux se focalisent sur les dispositifs esthétiques et idéologiques qui travaillent la littérature, le théâtre et les arts, ainsi que sur la politique de la représentation du XVIIe au XXIe siècle. 
Ses écrits portent sur l’histoire culturelle, les représentations littéraires et artistiques, l’économie et la philosophie politiques. Il étudie les pratiques littéraires et théâtrales ; les imaginaires politiques et économiques ; les politiques culturelles ; les résurgences de l'Histoire dans la culture contemporaine (art de la scène, de l’image ou du récit, publicité, culture matérielle, muséographie, reenactment) ; les politiques de la mémoire ; les mutations socio-économiques des métiers de la création; l'histoire des femmes et des genres, en particulier l'activisme et le militantisme, ainsi que la question de la violence.
Ses recherches se concentrent notamment sur les représentations et les pratiques économiques mobilisées dans la littérature et les arts, et symétriquement, sur la critique littéraire et artistique des discours, théories et pratiques économiques, envisagés comme productions de fiction. Il a coordonné de nombreux ouvrages sur les usages de l'histoire, le théâtre, la littérature, le cinéma, le conte, les musées, l’économie politique, les cultures populaires et les cultures numériques.

## Publications

### Ouvrages personnels
- Molière. La fabrique d'une gloire nationale, Paris, Seuil, Beaux livres, 2022, 273 p., préface de Denis Podalydès
- Molière. Du saltimbanque au favori, roman graphique, Paris, Dunod, 2022, 96 p., avec le dessinateur Rachid Maraï
- Comédie-Française. Une histoire du théâtre, Paris, Seuil, Beaux livres, 2018, avec Agathe Sanjuan, 304 p, préface d'Éric Ruf
- Spectacle et économie à l’âge classique (XVIIe au XVIIIe siècle), Paris, Classiques Garnier, coll. « Lire le XVIIe siècle », 2011, 617 p.
- Les Audiences de Thalie : la comédie allégorique, théâtre des idées à l’âge classique (XVIIe au XVIIIe siècle), Paris, Classiques Garnier, coll. « Lire le XVIIe siècle », 2013, 835 p.
- Comédie et économie du classicisme aux Lumières, Paris, Classiques Garnier, coll. « L’Europe des Lumières », 2015
- Politique de la représentation : littérature, arts du spectacle, discours de savoir (XVIIe au XXIe siècle), Paris, Champion, coll. « Le dialogue des arts », 2014, 265 p.
- Économie du spectacle vivant, Paris, PUF, QSJ no 3967, 2013, rééd. 2015, avec Isabelle Barbéris, 128 p.

### Directions d’ouvrages
- Manuel des études théâtrales: les arts de la scène et du spectacle, Paris, Armand Colin, 2024, 640 p.
- Le Grand dictionnaire Molière, avec Jean-Pierre Aubrit, Paris, Dunod, 2023, 944 p.
- Combattantes. Une histoire de la violence féminine en Occident, Paris, Seuil, Beaux livres, 2020, 265 p, préface de Christiane Taubira
- Amazones de la Révolution : Les femmes dans la tourmente de 1789, catalogue de l’exposition du musée Lambinet (Versailles), Paris, Gourcuff, 2016, 200 p.
- Collectionner la Révolution française, Société d’études robespierristes, 2016, avec Gilles Bertrand, Michel Biard, Alain Chevalier, Pierre Serna, 309 p.
- La Révolution française et le monde d’aujourd’hui : mythologies contemporaines, Paris, Classiques Garnier, coll. « Rencontres », 2014, 556 p.
- Fiction et économie : représentations de l’économie dans la littérature et les arts du spectacle,19e-21e siècles, Presses universitaires de Laval, 2013, avec Christian Biet, Stéphanie Loncle et Geneviève Sicotte, 267 p.
- Économies du rebut : Poétique et critique du recyclage au XVIIIe siècle, Paris, Desjonquères, 2012, avec Florence Magnot, 235 p.
- Ombres de Molière : naissance d’un mythe littéraire à travers ses avatars du XVIIe siècle à nos jours, Paris, Armand Colin, Cursus, coll. « Recherche en sciences humaines », 2012, 494 p.
- Les Scènes de l’enchantement : arts du spectacle, théâtralité et conte merveilleux (XVIIe au XIXe siècle), Paris, Desjonquères, 2011, avec Jean-François Perrin, 413 p.
- Perrault en scène transpositions théâtrales de contes merveilleux 1697-1800, Montpellier, Espaces 34, 2009, 336 p.
- L’Écran des Lumières : regards cinématographiques sur le XVIIIe siècle, Oxford, Voltaire Foundation, Studies on Voltaire and the Eighteenth Century (SVEC), 2009:7, avec Laurence Schifano, 324 p.
- Filmer le XVIIIe siècle, Paris, Desjonquères, 2009, avec Laurence Schifano, 268 p.
- Le Théâtre sous la Révolution : politique du répertoire (1789-1799), Paris, Desjonquères, 2008, 512 p.
- Les Frontières littéraires de l’économie (XVIIe-XXe siècles), Paris, Desjonquères, 2008, avec Yves Citton et Christian Biet, 217 p.
- Art et argent au temps des Premiers Modernes (XVIIe au XVIIIe siècle), Oxford, Voltaire Foundation, SVEC, 2004:10, 341 p.

### Directions de revues
- Histoire(s) du travail, Revue d’Histoire du Théâtre, 2020-1, no 285, avec Jean-Claude Yon et Léonor Delaunay, 281 p.
- Société du spectacle, Dix-Huitième Siècle, no 49, juillet 2017, avec Guy Spielmann, 412 p.
- Destouches et la vie théâtrale de son temps, Études sur le dix-huitième siècle, Université libre de Bruxelles, 2018, avec Marie-Emmanuelle Plagnol-Diéval et Catherine Ramond, 207 p.
- Quelle diversité sur les scènes européennes? Alternatives théâtrales no 133, nov. 2017, avec Sylvie Martin-Lahmani, 80 p.
- Les Commerces du théâtre, Revue d'histoire du théâtre, 2017-4, avec Léonor Delaunay, 192 p.
- Malaise dans la représentation, revue en ligne Hybrid no 4, 2017, avec Monique Jeudy-Ballini
- Scènes de l'obscène, Revue d'histoire du théâtre, 2016-1, avec Estelle Doudet, 183 p.
- Théâtre en travail : mutations des métiers du spectacle (toujours) vivant, Théâtre/Public no 217, juin 2015, avec Emmanuel Wallon, 142 p.
- Révolution(s) en acte, Revue d'histoire du théâtre, 2015-4, 207 p.
- Spectacle et allégorie, Revue d'histoire du théâtre, 2015-1, 192 p.
- Le Conte à l’épreuve de la scène contemporaine (XXe au XXIe siècle), Revue d’histoire du théâtre, 2012-1 et 2, numéro double, 247 p.
- La Terreur en scène : dramaturgies critiques et pratiques scéniques de l’Histoire, Études Théâtrales no 59, Louvain-la-Neuve, Printemps 2014, 196 p.
- Mémoire de l’oubli : aux marges du répertoire de l’Antiquité à nos jours, Études théâtrales no 44-45, numéro double, Louvain-la-Neuve, juillet 2009, avec Tiphaine Karsenti, 176 p.
- Benno Besson, Revue d’histoire du théâtre, 2009-1 et 2, numéro double, avec Romain Jobez, 160 p.
- Mémoire de l’éphémère : quel patrimoine pour le spectacle vivant ?, Revue d’histoire du théâtre, 2008-1 et 2, numéro double, 112 p.

### Commissariat d'exposition
- « Molière, la fabrique d’une gloire nationale », Espace Richaud, ville de Versailles, exposition commémorative du Quadricentenaire de la naissance de Molière, 15 janvier-17 avril 2022[10].
- « En cheminant avec Molière… », Parcours immersif en animation en réalité virtuelle augmentée, 24 affiches sur la Caserne Napoléon, derrière l’Hôtel de Ville, à la demande de la mairie de Paris, avec Jacqueline Razgonnikoff et les apprentis de l’École supérieure de Design, de l’École supérieure de publicité et de l’École des arts et de la culture[11].
- « Le sexe faible ? Femmes et pouvoir en Suisse et en Europe (16e-20e siècles) », châteaux et musées de Morges et de Chillon (Suisse), 1er septembre 2021-1er mai 2022, avec Jasmina Cornut[12].
- « Amazones de la Révolution : femmes, pouvoir et violence politique », musée Lambinet (Versailles), 4 novembre 2017-19 février 2018[13].
- « Révolution française et culture populaire (XXe – XXIe siècles) », musée de la Révolution française (Vizille), juin 2013-avril 2014, exposition associée à la conception d'une salle de cinéma permanente pour le musée.

#### Entretien, rencontre
- « Entretien avec Monsieur le Professeur Martial Poirson », sur The French Mag. Performance & Drama (consulté le 6 septembre 2020)
- Voir sur nyuparisculture.com.

### Radio
- « Martial Poirson : biographie, actualités et émissions », sur France Culture (consulté le 6 septembre 2020)

### Vidéo
- « Les Ateliers de la pensée » sur theatre-video.net